# Edwin Müller
Edwin Müller, später Edwin Mueller, (* 2. Dezember 1898 in Wien; † 5. Oktober 1962 in New York City) war einer der bedeutendsten Philatelisten Österreichs. Seine Werke in Bezug auf alt-österreichische Briefmarken zählen heute noch zu den wichtigsten Unterlagen österreichischer Philatelisten. Vor allem seine Stempelkataloge erscheinen heute noch unverändert in Neuauflagen.

## Leben
Edwin Müller begann sich bereits in seiner Kindheit für Briefmarken zu interessieren. Nach dem Ersten Weltkrieg, zu Beginn der 1920er begann er mit der Ausgabe seiner eigenen Briefmarkenzeitschrift Die Postmarke, die bald zu den wichtigsten philatelistischen Zeitschriften weltweit zählte. Zu dieser Zeit widmete sich Edwin Müller vor allem den Briefmarken der Österreich-Ungarischen Monarchie. Vielbeachtete Werke entstanden zu dieser Zeit. Er avancierte zu einem der bedeutendsten Philatelisten weltweit. 
Von der österreichischen Regierung wurde er mit der Organisation der International Philatelic Exhibition in Vienna (WIPA 1933) betraut. Dabei handelte es sich um eine der größten philatelistischen Ausstellungen weltweit vor Ausbruch des Zweiten Weltkrieges. Wegen des großen Erfolges der WIPA wurde er sogar vom Staat ausgezeichnet. Im selben Jahr wurde er Präsident der Fédération Internationale de la Presse Philatélique.
Nach dem Anschluss an das Deutsche Reich im Jahre 1938 musste Edwin Müller in die USA flüchten. Ab sofort nannte er sich Edwin Mueller. In den folgenden Jahren beschäftigte er sich weiter mit der Philatelie und betätigte sich erstmals als Auktionator. Edwin Mueller betätigte sich unter anderem als Markenhändler und Schreiber philatelistischer Zeitschriften bis zu seinem Tode in seiner neuen Heimat New York.

## Auszeichnungen
1927, 1932 Sieger-Preis

## Werke (Auswahl)
- Großes Handbuch der Abstempelungen von Altösterreich und Lombardei-Venetien, Wien 1925
- Die Postmarken von Österreich, Wien 1927
- Die Poststempel auf der Freimarkenausgabe 1867 von Österreich und Ungarn, Wien 1930
- Österreich Spezial-Katalog 1850-1918, New York 1952 zweisprachig
- Handbuch der vorphilatelistischen Poststempel Österreichs sowie Handbook of the Pre-Stamps Postmarks of Austria, New York 1960
- Handbuch der Entwertungen von Österreich und Lombardei-Venetien, New York 1961 zweisprachig